# Grégory Arnolin
Grégory Arnolin, conegut com a Grégory (Livry-Gargan, França, 10 de novembre de 1980) és un futbolista professional francès, que ocupa la posició de defensa central. Actualment milita a les files del FC Goa de la Superlliga Índia.

## Carrera futbolística

### Inicis
Grégory és un jugador sorgit del planter del PSG, encara que mai ha arribat a debutar amb el primer equip de la capital francesa. De fet el jugador va anar de cessió en cessió fins a la finalització del seu contracte el 2001. El seu següent equip fou el Villemomble Sports, un equip de categories inferiors.

### Experiència portuguesa
Després de la carrera poc fructífera que l'esperava a França, decidí viatjar fins a Portugal. Allà començà a jugar a l'equip del Pedras Rubras de la Tercera Divisió Portuguesa. Amb aquest equip jugà dues bones temporades que el portaren fins al Gil Vicente, de la Liga de Honra, equip amb el qual jugà les dues temporades posteriors. Finalment l'estiu del 2006 fitxà pel Marítimo de la Primera Divisió Portuguesa, on va jugar a un bon nivell durant dues temporades. El seu últim equip a la Primera Divisió Portuguesa fou el Vitória Guimarães amb el qual va jugar la Lliga de Campions 2008-09.

### Sporting de Gijón
L'estiu del 2009 fitxà per l'Sporting de Gijón amb el qual va disputar gairebé tots els partits de la Primera Divisió 2009-10.

## Selecció
Va debutar amb la selecció de futbol de Martinica en el partit inaugural de la Copa d'Or de la CONCACAF de 2013. Va ser en la victòria 1-0 contra el Canadà.